# Неоллойдия конусовидная
Неоллойдия конусовидная (лат. Neolloydia conoidea) — суккулент, вид рода Neolloydia семейства Кактусовые (Cactaceae), эндемик пустыни Чиуауа в западном Техасе (США) и мексиканских штатах Коауила, Дуранго, Нуэво-Леон, Сан-Луис-Потоси, Тамаулипас и Сакатекас.

## Ботаническое описание
Неразветвлённый цилиндрический кактус до 24 см в высоту и до 8 см в диаметре, растущий индивидуально или образующий рыхлые группы. Побеги от слегка желтовато-зелёного до зелёного цвета, как правило, с беловатыми шерстистыми сферическими или цилиндрическими вершинами. Рёбра развиты слабо или полностью отсутствуют. Конические сосочки длиной от 3 до 10 мм и шириной от 6 до 10 мм чётко выражены. Диморфные ареолы размером от 3 до 5 мм расположены на расстоянии 8-12 мм друг от друга и имеют ареолярную борозду. Единственный центральный шип, который также может отсутствовать, от чёрного до красновато-коричневого, прямой и выступающий. Его длина составляет от 5 до 25 мм. Радиальных колючек от 15 до 16. Цветки воронковидной формы пурпурные от 2 до 3 см в длину и от 4 до 6 см в диаметре. Плоды бледно-жёлто-оливковые с чёрными семенами. Цветёт в апреле-июле, плоды созревают в ноябре.

Neolloydia conoidea
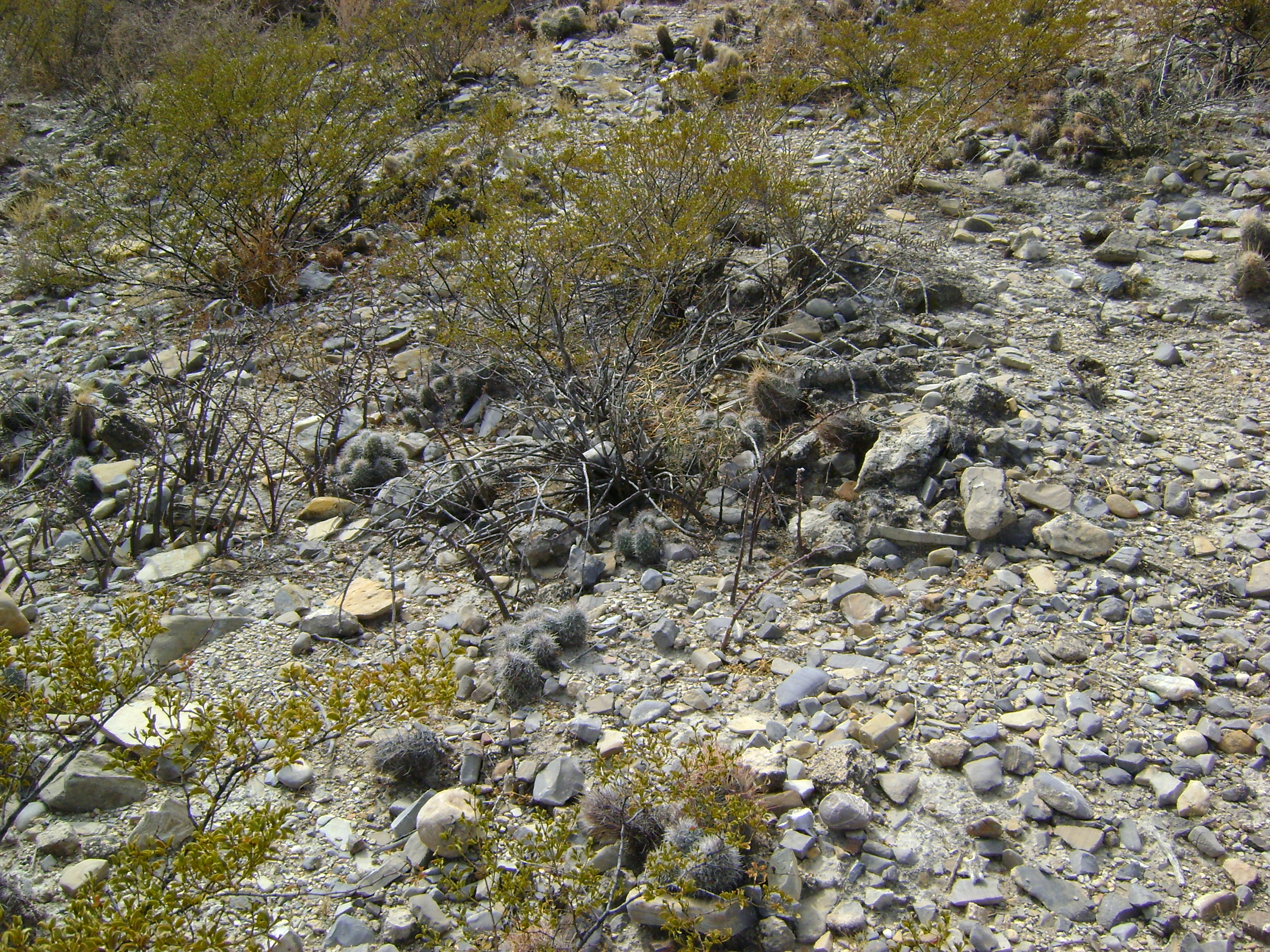
В природе
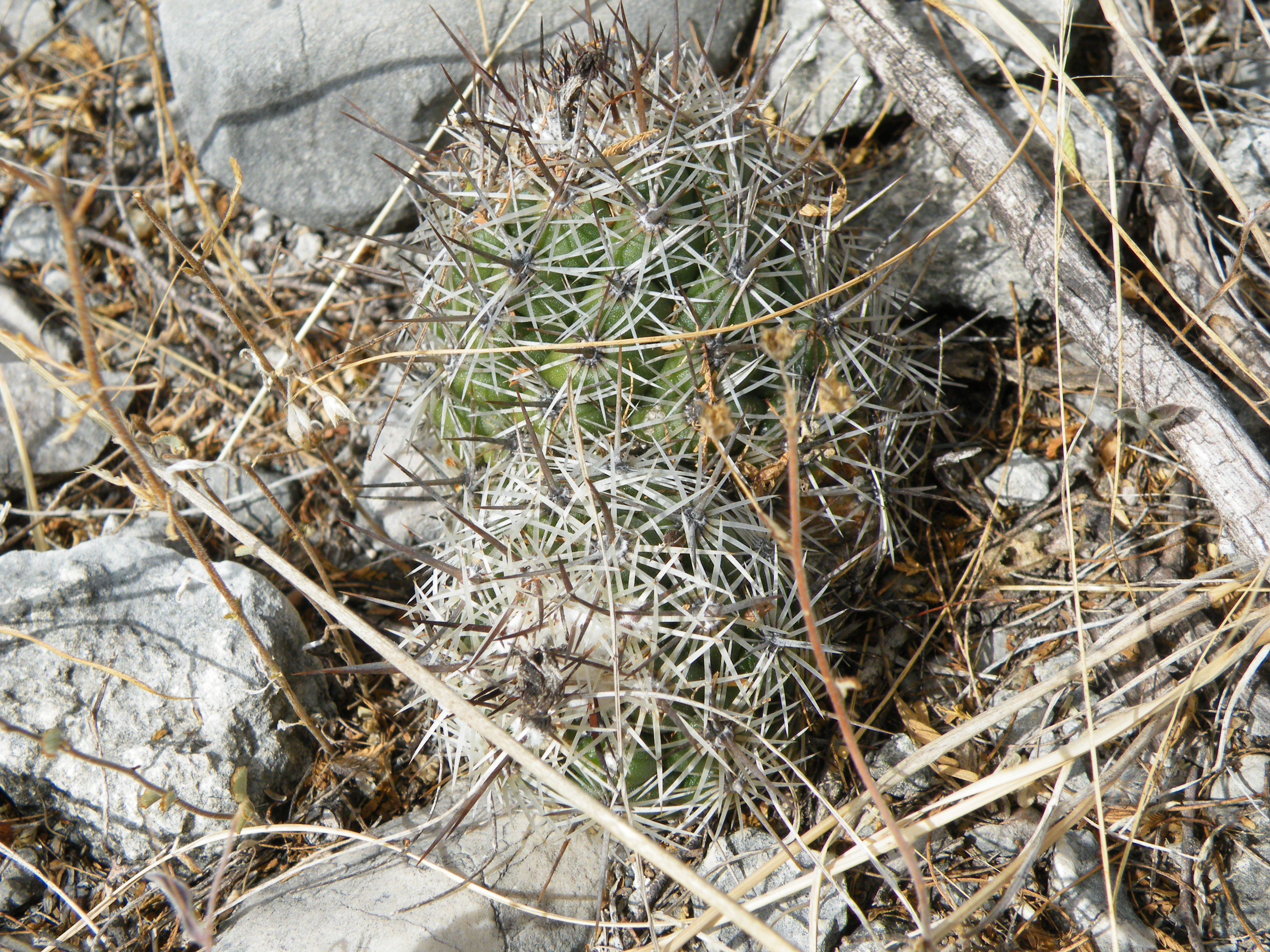
Общий вид
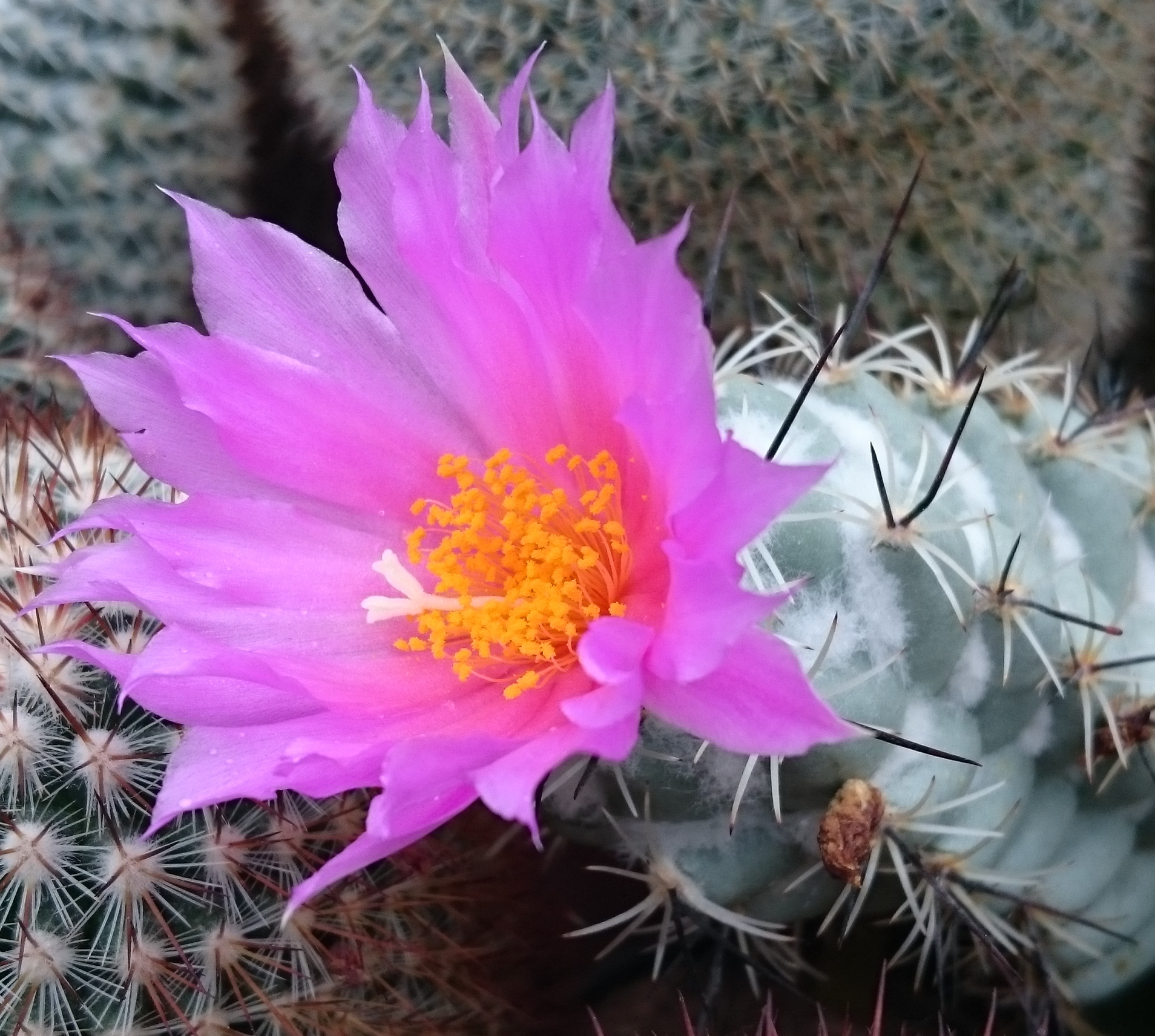
Цветок
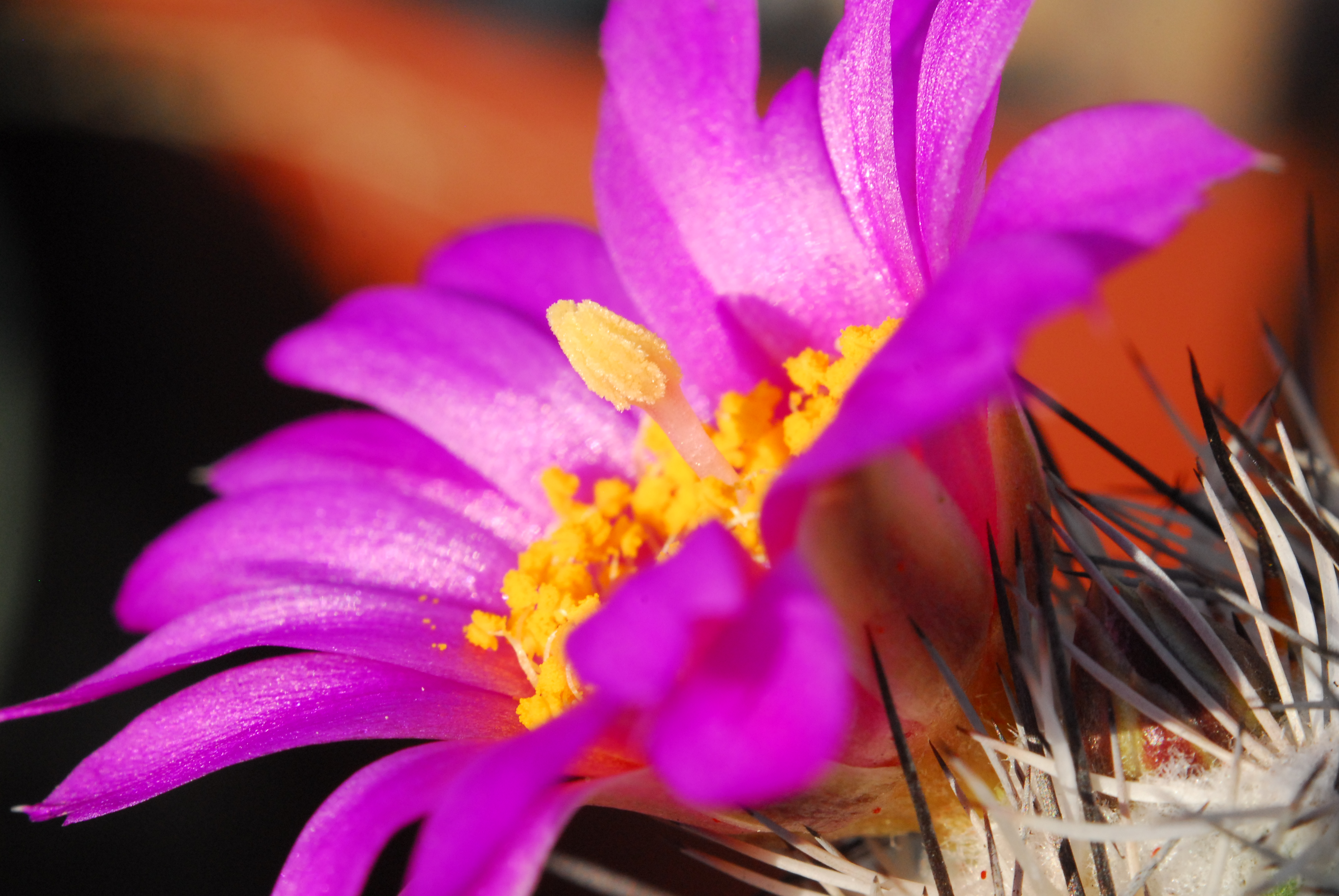

## Таксономия

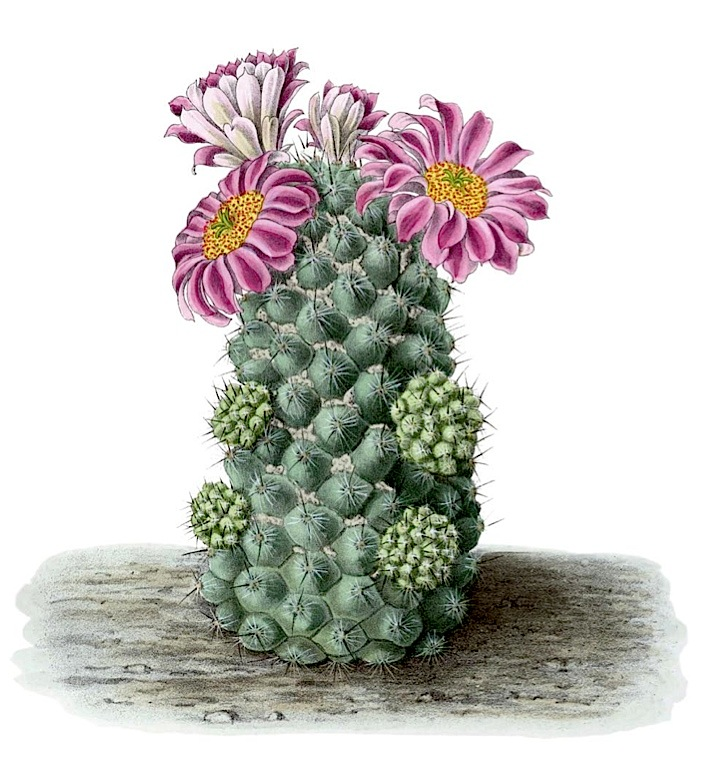
Иллюстрация 1904 года

Первое описание вида под названием Mammillaria conoidea было опубликовано в 1828 году Огюстеном Пирамом Декандолем. Натаниэль Лорд Бриттон и Джозеф Нельсон Роуз поместили его в род Neolloydia в 1922 году.

## Распространение и местообитание
Эндемик пустыни Чиуауа. Aреал вида простирается от юга США до центральной Мексики. Вид встречается в западном Техасе (США) и мексиканских штатах Коауила, Дуранго, Нуэво-Леон, Сан-Луис-Потоси, Тамаулипас и Сан-Луис-Потоси. Растёт в каменистых лугах, обычно на известняке на высоте от 500 до 1400 м над уровнем моря.

## Охранный статус
Международный союз охраны природы классифицирует природоохранный статус вида как «вызывающий наименьшие опасения».